# Гостилицкое сельское поселение

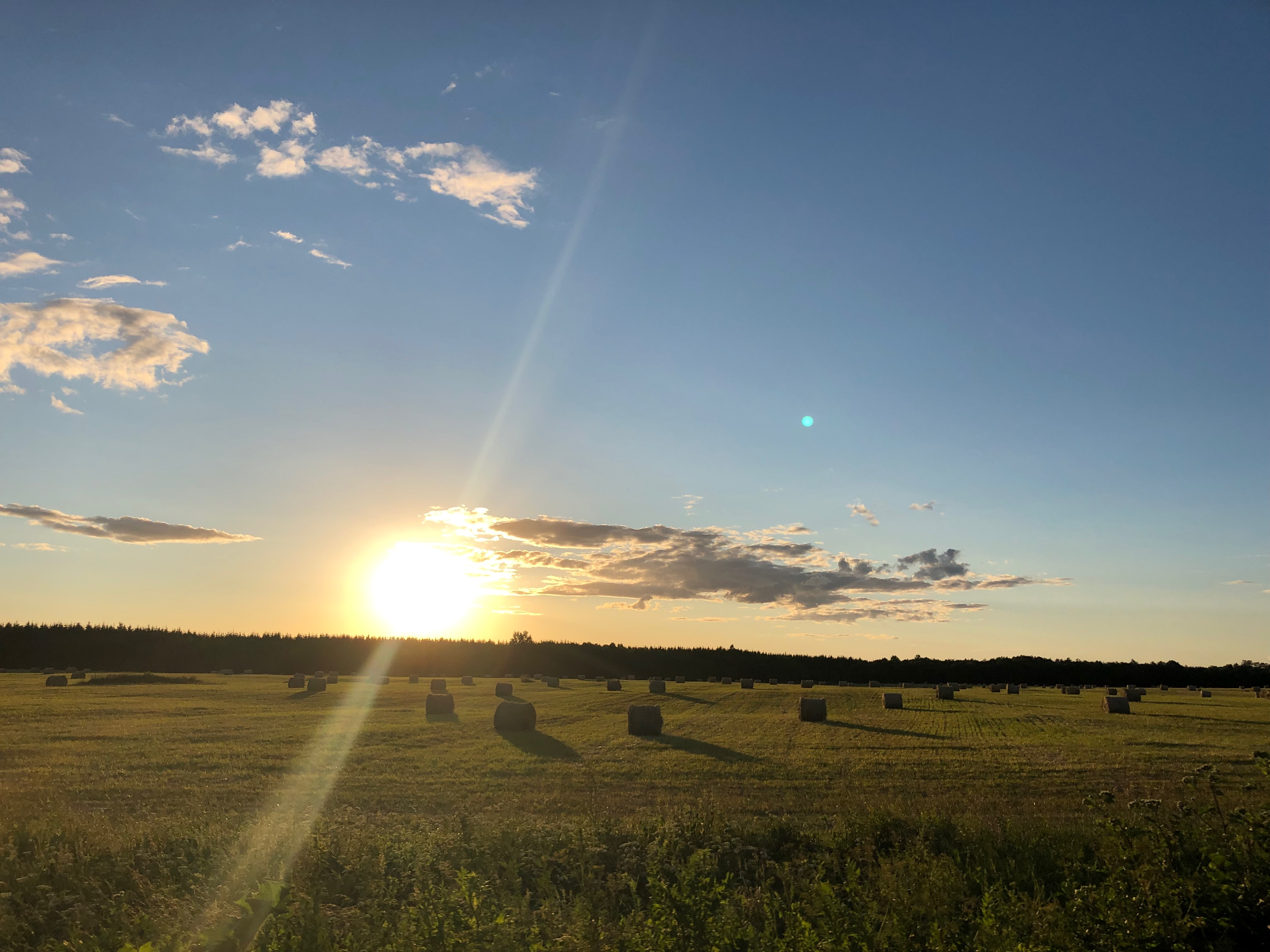
Поля у деревни Красный Бор. 2019 год

Гости́лицкое се́льское поселе́ние — муниципальное образование в центральной части Ломоносовского района Ленинградской области.
Административный центр — деревня Гостилицы. Глава поселения — Шевчук Зоя Николаевна, глава администрации — Байкова Лилия Станиславовна.

## География
Граничит:
- на западе — с Лопухинским сельским поселением
- на севере — с Пениковским сельским поселением
- на востоке — с Оржицким сельским поселением, Ропшинским сельским поселением и Кипенским сельским поселением,
- на юге — с Волосовским районом

По территории поселения проходят автодороги:
- А120 (Санкт-Петербургское южное полукольцо)
- 41К-008 (Петродворец — Кейкино)
- 41К-015 (Анташи — Красное Село)

Расстояние от административного центра поселения до районного центра — 34 км.

## История
В середине XIX века после введения волостного правления в составе Петергофского уезда Санкт-Петербургской губернии была образована Гостилицкая волость.
14 февраля 1923 года после упразднения Петергофского уезда Гостилицкая волость вошла в состав Троцкого уезда. 
7 февраля 1927 года в к Гостилицкой волости присоединена территория упразднённой Медушской волости. 
1 августа 1927 года после ликвидации губерний, уездов и волостей все сельсоветы Гостилицкой волости (Верхний, Гостилицкий, Дятлицкий, Заборовский, Заостровский, Мишеловский, Модолицкий, Нижний, Порожинский, Савольщинский, Центральный) вошли в состав вновь образованного Ораниенбаумского района Ленинградского округа Ленинградской области. 
В ноябре 1928 года в состав Гостилицкого сельсовета вошёл Пороженский сельсовет. 
В 1933 году в состав Гостилицкого сельсовета входило 9 населённых пунктов: Гостилицы, Варваровское, Зрекино, Копыловка, Коровино, Новая, Перелесье, Петровское, Порожки.
16 июня 1954 года к Гостилицкому сельсовету присоединен Забородский сельсовет. 
25 апреля 1960 года упразднённые Дятлицкий и Заостровский сельсоветы вошли в состав Гостилицкого сельсовета. 
В 1970-е годы из Гостилицкого сельсовета был выделен Оржицкий сельсовет. 
18 января 1994 года постановлением главы администрации Ленинградской области № 10 «Об изменениях административно-территориального устройства районов Ленинградской области» Гостилицкий сельсовет, также как и все другие сельсоветы области, преобразован в Гостилицкую волость.
С 1 января 2006 года в соответствии с областным законом Ленинградской области от 24 декабря 2004 года № 117-оз «Об установлении границ и наделении соответствующим статусом муниципального образования Ломоносовский муниципальный район и муниципальных образований в его составе» было образовано Гостилицкое сельское поселение. В состав поселения вошла территория бывшей Гостилицкой волости.

## Население
| 1990  | 1997  | 2002  | 2006  | 2010  | 2011  | 2012  |
| ----- | ----- | ----- | ----- | ----- | ----- | ----- |
| 4379  | ↘3816 | ↗3947 | ↘3700 | ↗4178 | ↘4166 | ↘4157 |
| 2013  | 2014  | 2015  | 2016  | 2017  | 2018  | 2019  |
| ↘4156 | ↘4138 | ↘4120 | ↘4078 | ↘3997 | ↗4100 | ↗4214 |
| 2020  | 2021  | 2023  | 2024  | 2025  |       |       |
| ↗4480 | ↗4545 | ↗4879 | ↗5006 | ↗5144 |       |       |

## Состав сельского поселения
В состав сельского поселения входят 7 населённых пунктов:
| № | Населённый пункт | Тип населённого пункта          | Население    |
| - | ---------------- | ------------------------------- | ------------ |
| 1 | Гостилицы        | деревня, административный центр | ↗4015 (2021) |
| 2 | Дятлицы          | деревня                         | ↘134 (2017)  |
| 3 | Зрекино          | деревня                         | ↘8 (2017)    |
| 4 | Клясино          | деревня                         | ↘11 (2017)   |
| 5 | Красный Бор      | деревня                         | ↗217 (2017)  |
| 6 | Новый Бор        | деревня                         | ↗11 (2017)   |
| 7 | Старый Бор       | деревня                         | ↘19 (2017)   |

## Экономика
ЗАО «Племенной завод „Красная Балтика“», ООО «СВ-ЛЕС», АЗС, продовольственные магазины, кафе.

## Достопримечательности
- Отреставрированная церковь Святой Троицы, которая была построена по заказу Кирилла Разумовского в 1764 году
- Усадьба Гостилицы, Парк начало XVIII—середина XIX веков
- Мемориал «Гостилицкий», входящий в Зелёный пояс Славы
- Памятник «Непокоренная высота» на горе Колокольная
- Храм Покрова Пресвятой Богородицы в Дятлицах
- Гостилицкий ботанический заказник регионального значения
- Сеть озер и прудов, созданных Х. А. Минихом в XVIII веке
- Многочисленные ключи, питающие речку Гостилку
- Грот над родником в Гостилицком парке